# Андрю Бел
Андрю Бел (на английски: Andrew Bell) е британски англикански свещеник от шотландски произход.
Прави първия опит за приложение на взаимоучителния метод в дом за сираци в Индия. След завръщането си в Лондон изпраща доклад за метода си и започва да организира училища по нея. След известно време Бел се оттегля.
Англиканската църква го реанимира (за да го противопостави на Джоузеф Ланкастър), като го кани да отваря отново училища и да пише ръководство. Среща се с Йохан Хайнрих Песталоци през 1816 г., но не стигат до никакво разбирателство.
Умира в охолство – оставя 120 000 лири стерлинги, които завещава на възпитателни заведения. Основното му произведение е „Елементи на обучението“ от 1812 г.